# Bispira volutacornis
Espèce
Synonymes
- Amphitrite josephina Risso, 1826[1]
- Amphitrite volutacornis Montagu, 1804[1]
- Distylia punctata Quatrefages, 1866[1]
- Distylia volutacornis Montagu, 1804[1]
- Sabella bispiralis Cuvier, 1829[1]

Bispira volutacornis est une espèce de vers marins polychètes de la famille des Sabellidae.

## Habitat et répartition
Cette espèce est présente dans les eaux de la Manche, de la mer d'Irlande, en mer Méditerranée et au nord-est de l'océan Atlantique.

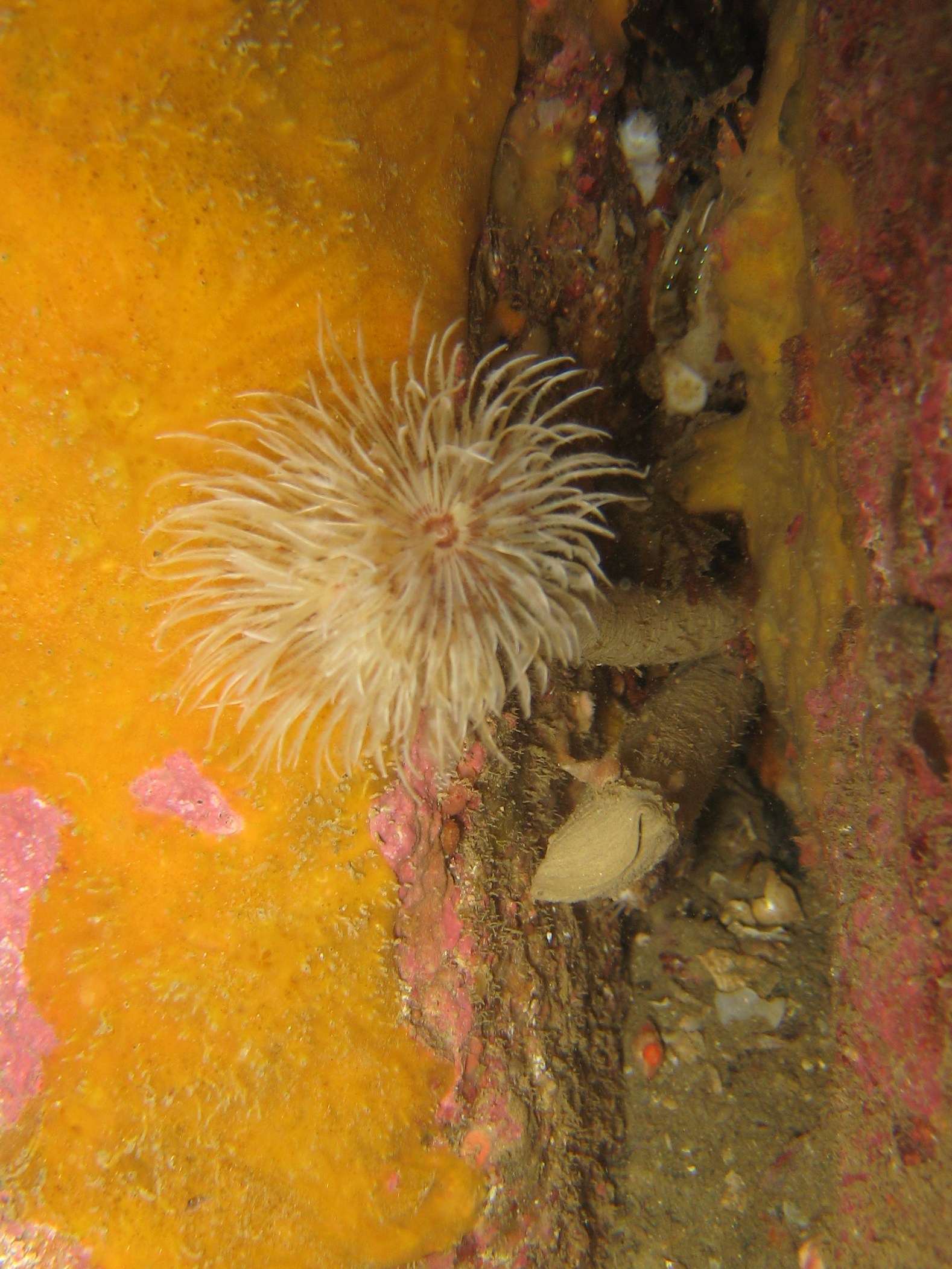
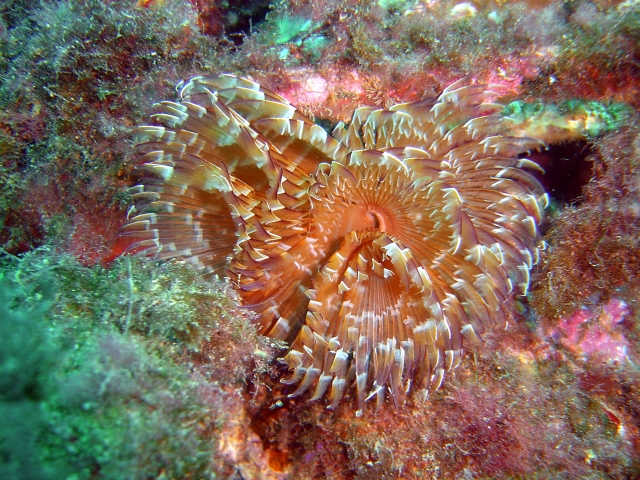
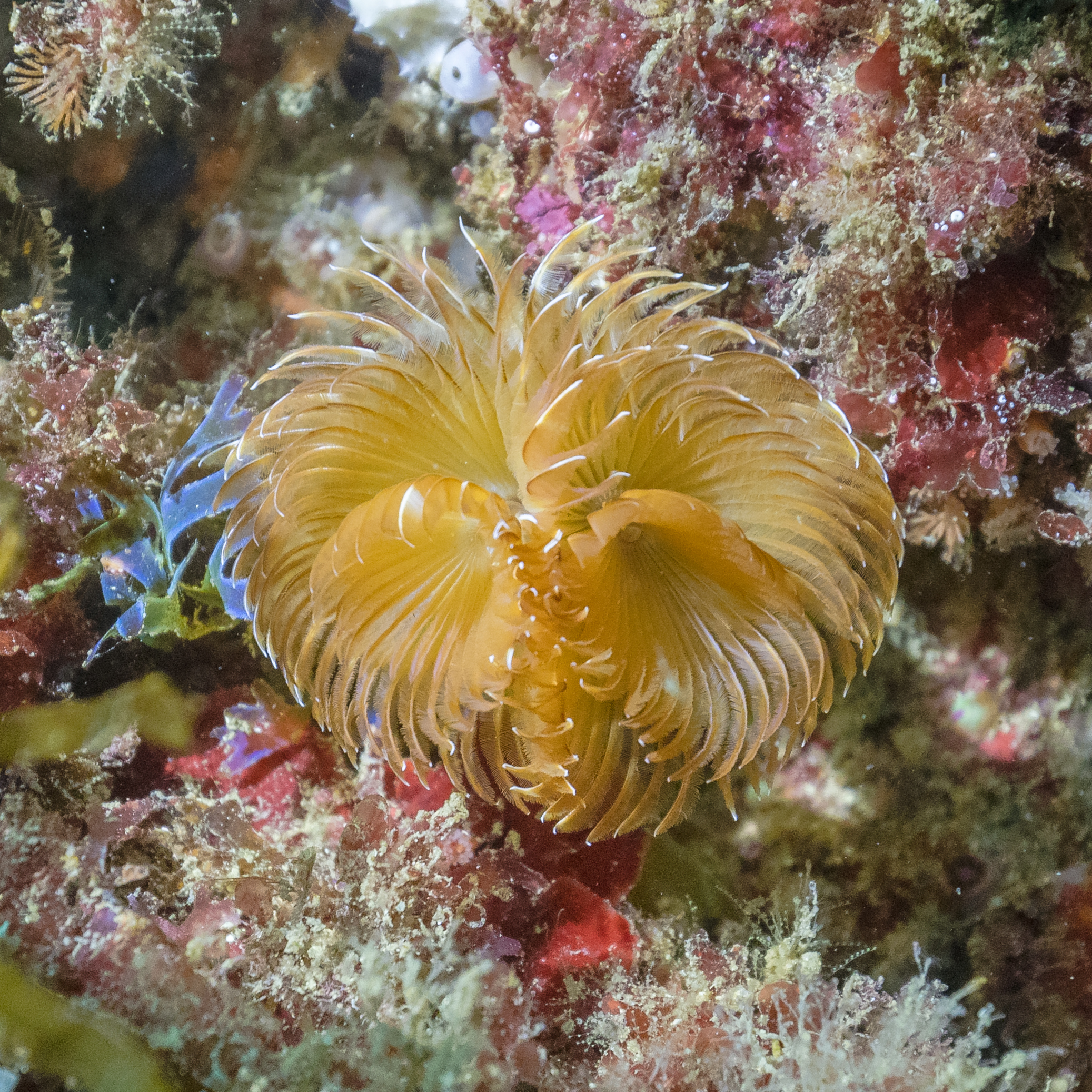